# Alchemilla polessica
Alchemilla polessica é uma espécie de rosácea do gênero Alchemilla, pertencente à família Rosaceae.